# Fiat 634
Il Fiat 634 fu un autocarro pesante ("Gigante" secondo la terminologia del tempo) italiano prodotto dalla Fiat Veicoli Industriali, soprannominato per le sue dimensioni Elefante.

## Storia
Lo sviluppo e l'uscita di questo autocarro sono paralleli al più piccolo Fiat 632, del quale era il complementare per il segmento super pesante. I due autocarri rappresentano i primi autocarri pesanti con motorizzazione diesel della casa torinese. 
Il 634 si basa su un autotelaio a due assi, con trazione posteriore su ruote gemellate e cabina arretrata. Fu prodotto in tre serie successive.
La prima serie, lanciata nel 1931, è rappresentata dal Fiat 634N (N sta per Nafta), motorizzato con il diesel Fiat 355 a 6 cilindri ad iniezione diretta da 8312 cm³, erogante 75 hp a 1700 giri/min. Come per il fratello minore, la cabina è rustica, spigolosa, con un lungo cofano motore e calandra rettangolare.
Nel 1933 entra in produzione il Fiat 634N1, con la medesima cabina e la stessa meccanica, ma con un motore evoluzione del precedente. Monta infatti un Fiat 355C a 6 cilindri in linea, con la cilindrata che passa a 8355 cm³ e la potenza a 80 hp, sempre a 1700 giri/min.
La terza serie fu prodotta in parallelo alla N1, ma orientata esclusivamente per il mercato civile. Questo Fiat 634N2 infatti aveva una cabina profondamente ridisegnata, dalla linea più arrotondata ed elegante e dalle dotazioni più moderne. Questo modello era omologato per trainare un rimorchio da 10 tonnellate, con un  P.T.T. combinato quindi di 24 tonnellate, enorme per l'epoca. Nonostante la destinazione civile, anche questa versione fu impiegata dalle forze armate durante la seconda guerra mondiale.
Nel 1934 venne lanciato infine il modello con alimentazione a gassogeno, il Fiat 634G, con motore Fiat 255G a 6 cilindri in linea da 9972 cm³, erogante 80 hp a 2100 giri/min.
Il 634 diventerà in quegli anni uno standard sulle strade dei paesi europei, perché fu il primo ad offrire:
- ruote tipo "artiglieria"[1],
- impianto elettrico a 24 volt
- cuccetta per il conduttore su lunghi percorsi. Solo dopo sette anni la Renault offrirà la stessa comodità sul suo nuovo camion a 3 assi, il AFKD.

## Versioni militari
Pur concepite per il mercato civile, le due serie N e N1, ed in minor misura la N2, per le loro eccezionali qualità  vennero acquisite con lievi modifiche dal Regio Esercito, dalla Regia Marina e dalla Regia Aeronautica. Nonostante tutte le 3 serie siano state usate dalle forze armate, la versione specificatamente militare deriva dal Fiat 634N1, con ruote a disco invece che a raggiera. Diverse centinaia di esemplari del Regio Esercito furono impiegati nella Guerra d'Etiopia prima e nella Guerra civile spagnola poi. Durante la seconda guerra mondiale mondiale la versione nell'allestimento normale con cassone in legno fu ampiamente impiegata sia per il trasporto truppe e materiali, sia come portacarri, potendo trasportare un carro armato della serie L o della serie M14/41 sul cassone ed un altro nel rimorchio. Fu impiegato inoltre in versioni dedicate, quali quella autocisterna e quella autocannone da 102/35, da 76/40 Mod. 1916 R.M. e da Breda 20/65 per la Regia Marina, operate da personale della Milizia Marittima di Artiglieria (MILMART). Durante la Campagna dell'Africa orientale italiana nel 1941 le officine Monti di Gondar produssero sul telaio del Fiat 634 un'autoblindo utilizzando due torrette a loro volta provenienti dalla Lancia 1Z. Il mezzo denominato Fiat-Monti venne utilizzato in operazione di controguerriglia in Etiopia.

## Caratteristiche tecniche
| Modello                                                 | Anni di produzione | Tipo di motore | Cilindrata cm³ | Potenza            | P.T.T. (in tonnellate)  |
| ------------------------------------------------------- | ------------------ | -------------- | -------------- | ------------------ | ----------------------- |
| Fiat 634N - Nafta camion, autotelaio, versione militare | 1931 - 1932        | Fiat 355       | 8312           | 75 a 1700 giri/min | 12,0                    |
| Fiat 634N1 - Nafta versione militare                    | 1933 - 1939        | Fiat 355C      | 8355           | 80 a 1700 giri/min | 12,0                    |
| Fiat 634N2 - Nafta nuova cabina, versione civile        | 1933 - 1939        | Fiat 350C      | 8355           | 80 a 1800 giri/min | 12,0 24,0 con rimorchio |
| Fiat 634G - Gassogeno                                   | 1934 - 1939        | Fiat 250G      | 9972           | 80 a 2100 giri/min | 12,0 24,0 con rimorchio |

## Galleria d'immagini

Sorpasso tra Fiat 634N ed una Fiat Balilla camioncino.
Fiat 634N1.
Fiat 634N2.
Fiat 634 di una Squadra riparazioni aerei e motori trasporta un caccia Fiat C.R.42.
Fiat 634N2 con rimorchio trasporta prigionieri inglesi.
Complesso portacarri CV35 composto da Fiat 634 e rimorchio Viberti.
Particolare della cuccetta in cabina